# Ʌ̲
Cette page contient des caractères spéciaux ou non latins. S’ils s’affichent mal (▯, ?, etc.), consultez la page d’aide Unicode.
Ʌ̲ (ʌ̲ en minuscule), appelé V culbuté trait souscrit ou V culbuté souligné, est un graphème utilisé dans l’écriture de l’oneida. Il s’agit de la lettre Ʌ diacritée d’un trait souscrit ; trait qui peut s’associer à celui que peut comporter la lettre précédente ou suivante comme si elles étaient soulignées d’un seul trait.

## Utilisation
En oneida, ‹ ʌ̲ › représente la forme murmurée de la même voyelle que ‹ ʌ ›, c’est-à-dire une voyelle mi-ouverte postérieure non arrondie murmurée.

## Représentations informatiques
Le V culbuté trait souscrit peut être représenté avec les caractères Unicode suivants :
- décomposé (latin étendu B, alphabet phonétique international, diacritiques) :

| formes    | représentations | chaînes de caractères | points de code | descriptions                                                 |
| --------- | --------------- | --------------------- | -------------- | ------------------------------------------------------------ |
| capitale  | Ʌ̲               | Ʌ◌̲                    | U+0245 U+0332  | lettre majuscule latine v culbuté diacritique trait souscrit |
| minuscule | ʌ̲               | ʌ◌̲                    | U+028C U+0332  | lettre minuscule latine v culbuté diacritique trait souscrit |